# Nagrobek Stanisława i Jadwigi Myszkowskich w Bestwinie

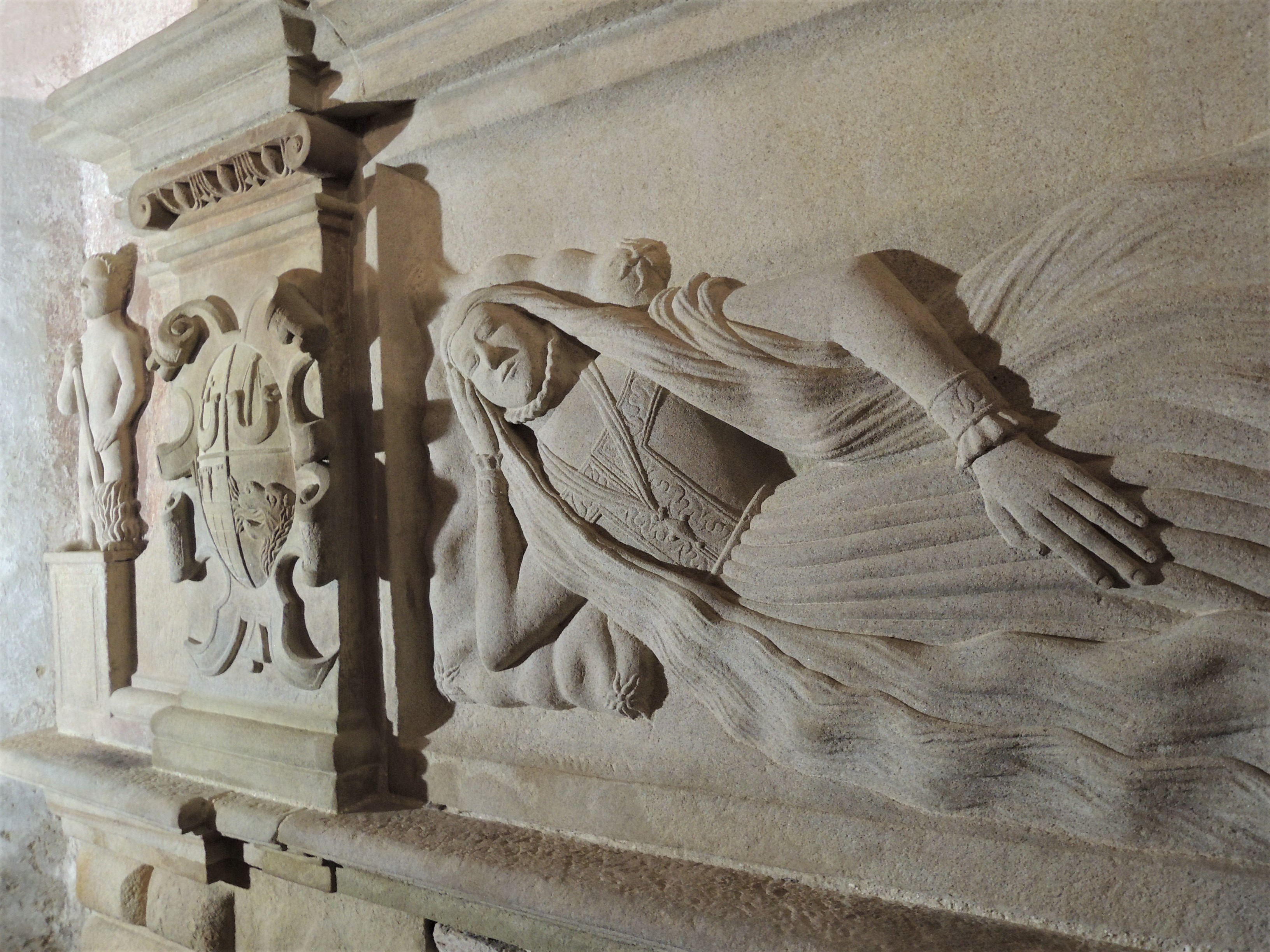
Fragment II kondygnacji nagrobka z płytą z wizerunkiem Jadwigi Myszkowskiej

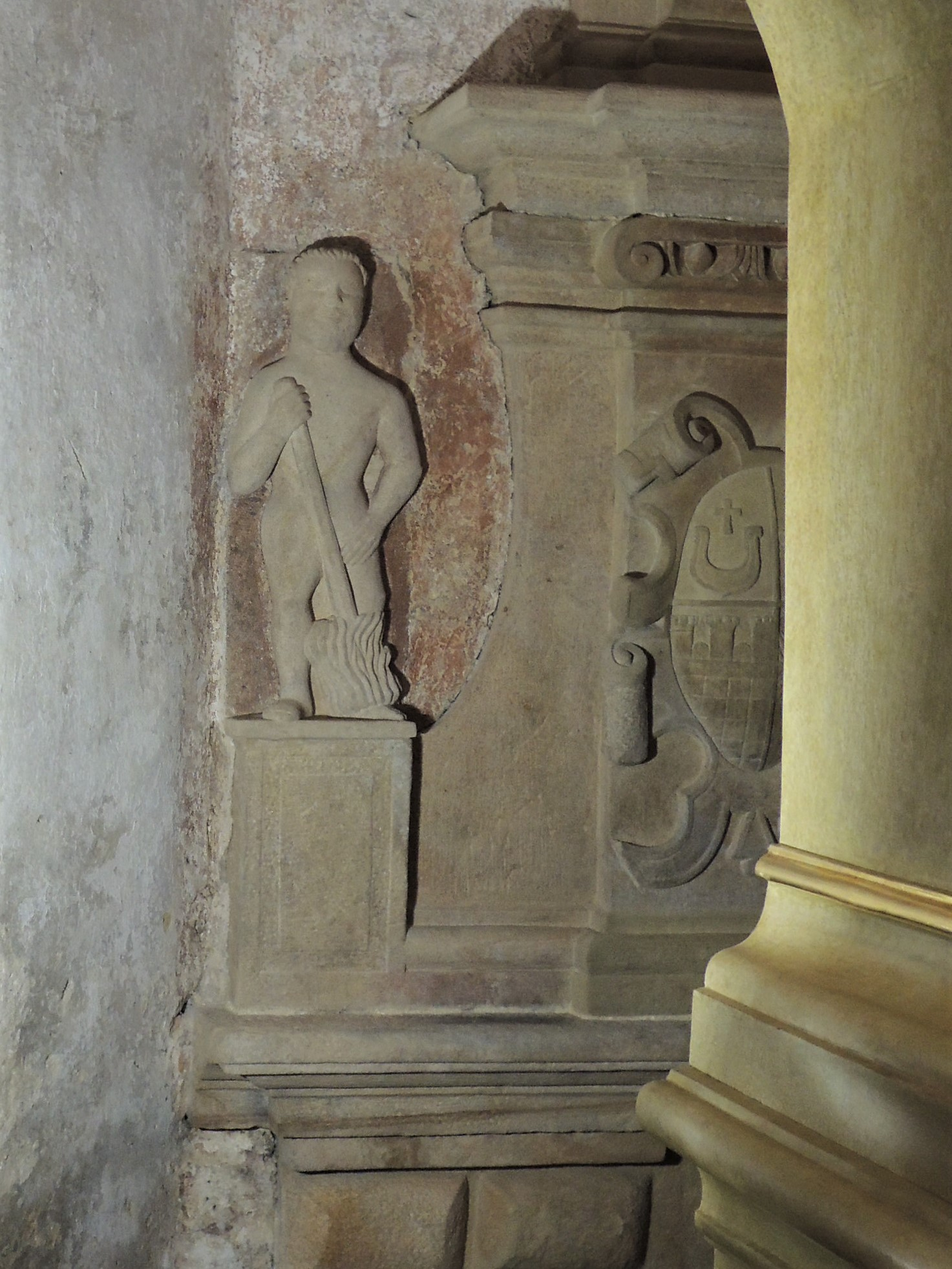
Geniusz śmierci

Nagrobek Stanisława i Jadwigi Myszkowskich w Bestwinie – cenotaf poświęcony wojewodzie krakowskiemu Stanisławowi Myszkowskiemu i jego żonie Jadwidze z Tęczyńskich herbu Topór, znajdujący się w kościele Wniebowzięcia Najświętszej Marii Panny w Bestwinie, wykonany prawdopodobnie pomiędzy 1575 a 1592 rokiem. Pod względem rozmiarów – jedyne tak monumentalne dzieło sztuki nagrobnej w województwie śląskim. Odkryty na nowo w 2014 roku i poddany konserwacji w latach 2015–2017.

## Historia
Pomnik nagrobny Myszkowskich powstał po śmierci Stanisława Myszkowskiego, ówczesnego właściciela Bestwiny. Stanisław Myszkowski wojewoda krakowski zmarł nagle 16 kwietnia 1570 r. w czasie obrad sejmu w Warszawie. Pochowany został na cmentarzu ewangelickim w Krakowie (grób został zniszczony w 1575 r.). Jadwiga Myszkowska zmarła 6 czerwca 1592 r. w Krakowie i podobnie jak mąż została pochowana na cmentarzu ewangelickim w Krakowie. Nagrobek w bestwińskim kościele jest zatem grobowcem symbolicznym.
Stanisław Myszkowski był kalwinem, będąc właścicielem Bestwiny przekształcił tamtejszy kościół katolicki w zbór. W kalwińskim zborze, ze względu na brak ołtarza, nagrobek umieszczony w prezbiterium był dobrze widoczny. Po przejęciu kościoła przez katolików postawiono ołtarz (przełom XVI i XVII wieku), w 2. połowie XVIII wieku w prezbiterium umieszczono nowy, większy ołtarz, który w połowie XIX wieku został przysunięty do ściany całkowicie zakrywając nagrobek i uniemożliwiając do niego dostęp.

## Opis
Nagrobek jest przykładem piętrowego nagrobka szlacheckiego z pełnoplastycznym lub płaskorzeźbionym przedstawieniem osoby zmarłej w poruszonej pozie leżącej, popularnego w Polsce w 2 połowie XVI wieku. Wykonany jako przyścienny, zajmuje całą apsydę prezbiterium. Jego wysokość wynosi 789 cm (wraz z figurą w zwieńczeniu), szerokość 364 cm, wmurowany w ścianę wystaje na głębokość 41 cm. Nagrobek wykonany został z piaskowca, jest czterokondygnacyjny ze zwieńczeniem. Dolną część nagrobka (pierwsza kondygnacja) tworzy cokół ozdobiony boniowaniem, z dwiema płycinami z motywem geometrycznym (romby). Nie zachowały się ślimacznice po bokach oraz (prawdopodobnie) tablica poświęcona Jadwidze Myszkowskiej. Powyżej w części centralnej znajduje się płaskorzeźbiona płyta przedstawiająca Jadwigę Myszkowską we śnie, w pozycji półleżącej, z głową wspartą na ręce. Postać ubrana jest w renesansową suknię, na którą opada fałdami długi rańtuch (rodzaj chustki lub chusty noszonej przez zamężne szlachcianki i magnatki). Z boków płyty znajdują się jońskie pilastry, na lewym umieszczony jest herb z tarczą czwórdzielną, na której widoczne są herby: ojca Stanisława (a zarazem własny Stanisława Myszkowskiego) – Jastrzębiec, matki Zuzanny z Łaskich Myszkowskiej – Korab, babki od strony ojca, Agnieszki z Kobylan – Grzymała, babki od strony matki, Zuzanny z Bąkowej Góry – Zadora. Na prawym pilastrze prawdopodobnie znajdował się herb Jadwigi z Tęczyńskich Myszkowskiej. Obok pilastrów widoczne są wizerunki geniuszy trzymających odwrócone pochodnie (symbol śmierci). Powyżej (trzecia kondygnacja) w owalnym kartuszu ozdobionym rollwerkiem znajduje się tablica z łacińskim epitafium poświęconym Stanisławowi Myszkowskiemu.
W najwyższej kondygnacji nagrobka znajduje się płyta z płaskorzeźbionym przedstawieniem Stanisława Myszkowskiego w poruszonej, leżącej pozie, z głową wspartą na ręce. Wojewoda krakowski ubrany jest w zbroję a w lewej dłoni trzyma buzdygan. Obok niego leżą miecz i hełm z przyłbicą i pióropuszem.
W zwieńczeniu nagrobka umieszczony jest Korab (herb rodziny Łaskich, z której wywodziła się matka Stanisława Myszkowskiego, siostra Jana Łaskiego młodszego, najwybitniejszego polskiego teologa kalwinisty) oraz postać młodego mężczyzny z mieczem, być może jest to alegoria męstwa lub sprawiedliwości. Po bokach zwieńczenia znajdują się woluty.

### Inskrypcja
EPITAPHIVM

INBEATVM OBITVM ILLVSTRIS ET MAGNIFICI DOMINI DOMINI/

STANISLAI MISKOVSKI A MIROV PALATINI ET CAPITANEI/

GENERALIS CRACOVIENSIS CAPITANEIQVE RATNENSIS PIE/

IN CHRISTO OB DORMIENTIS/

HIC LAPIS EXANIMOS STANISLAI CONTEGIT ARTVS QVI LAVS MIS/

COVIE SPLENDIDA STIRPIS ERAT REGALES AQILA ET FORCIA BELLA/

SECVTVS EXIMIVM MERVIT MARTE FVRENTE DECVS CLARVIT/

MITI SECVRE TEMPORE PACIS PVBLICA CVM SVM(M)A COM(M)ODA IV/

VIT OPE HINC VBI FATA VOCANT CHRISTO SE DEDIDIT VNI BV/

STA TENENT CORPVS SPIRITVS ASTRA COLIT DISTICHON AN/

NUM ET MENSEM CO(N)TINE(N)S MISCOVVS SVBIIT STANS LAVS CE/

LICA TECTA IVNIVS INGRVERAT VIX GRAVIOR/

VIR ERAT
Fragment epitafium w tłumaczeniu prof. Antoniego Barciaka: 

[...]Ten niewielki kamień skrywa martwego Stanisława, który był chwałą
znakomitego rodu Myszkowskich, wyjątkowo zasłużył się, podążając za
królewskimi orłami w walkach, znany był ze znakomitych szaleńczych mężnych
czynów, dokładając starań w czasach pokoju, pewnie sprawy publiczne wspierał
pomocą, ze stosowną należnością[...]

## Prace konserwatorskie

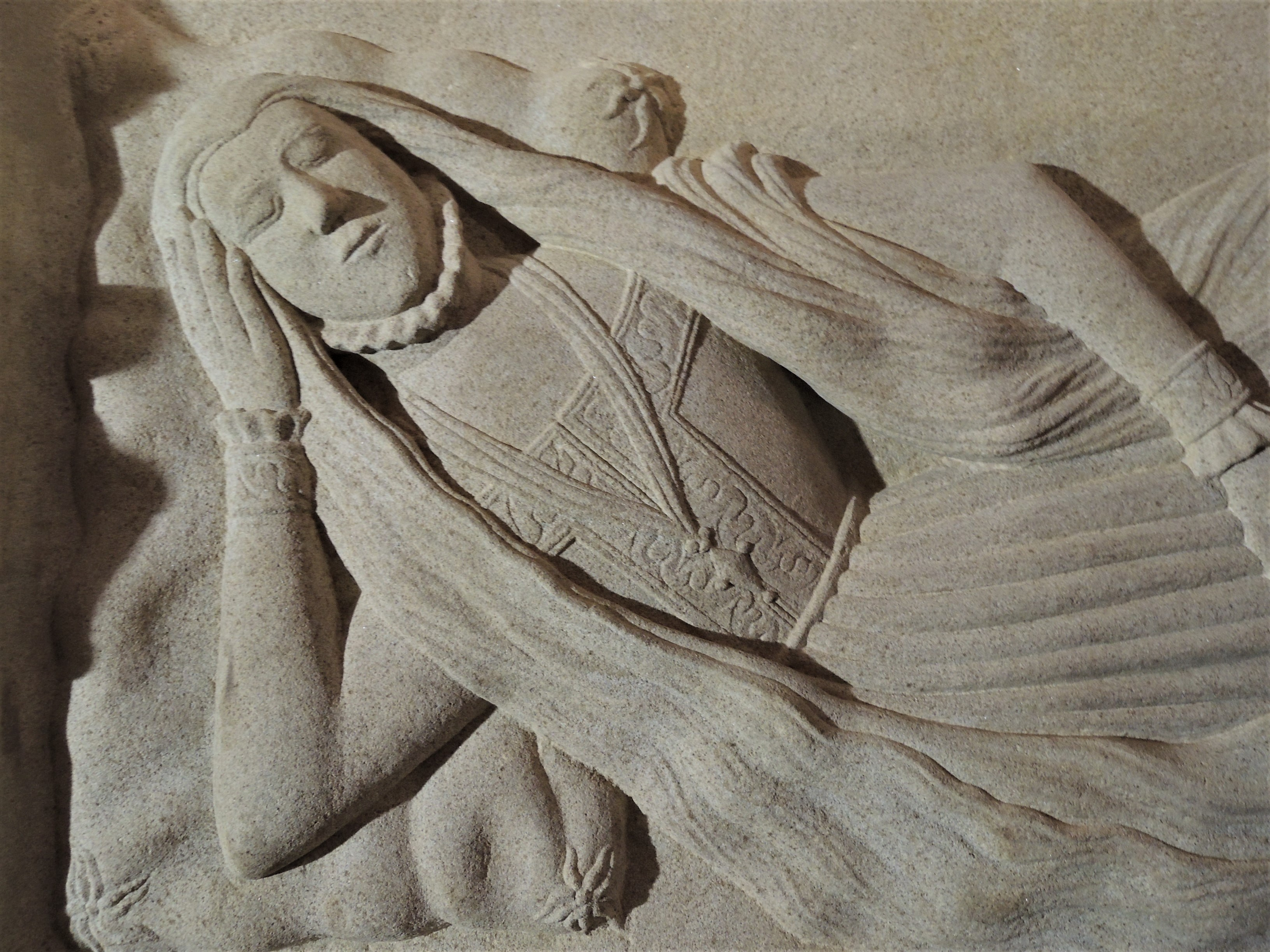
Płaskorzeźbiony wizerunek Jadwigi z Tęczyńskich Myszkowskiej

Nagrobek został zasłonięty nowym ołtarzem wykonanym w 2. połowie XVIII w. W połowie XIX wieku ołtarz dosunięto dokładnie do ściany prezbiterium. Niewidoczny pomnik nagrobny został zapomniany. Jedyne drukowane wzmianki o nim pojawiły się w Katalogu Zabytków Sztuki w Polsce wydanym w 1953 r, a następnie w wydanym w 1962 r. przewodniku pt. „Województwo katowickie” (W tylnej części wielkiego ołtarza - grobowiec nieznanego rycerza z rzeźbą). Przy szczegółowych oględzinach ołtarza, patrząc przez szpary, można było zauważyć zaledwie fragment gzymsu. W roku 2014, wykorzystując szczelinę pomiędzy ścianą a mechanizmem unoszącym obraz w ołtarzu, wykonano serię fotografii, mających wykazać, co znajduje się za ołtarzem. Na zdjęciach uwidoczniły się renesansowe detale. W tym samym roku podjęto decyzję o odsunięciu ołtarza od ściany i podjęciu przy obu obiektach (nagrobku i ołtarzu) prac konserwatorskich. W 2015 roku rozpoczęto demontaż ołtarza. Pracom towarzyszyły emocje środowiska konserwatorskiego związane z odsłanianiem niewidocznego od ponad 160 lat zabytku. Nagrobek był w złym stanie technicznym, zawilgocony, ze skutymi w XIX wieku elementami (usunięto je w celu wykonania niszy ołtarzowej z figurą Matki Bożej). Konserwację, prowadzoną pod kierunkiem konserwatorki Joanny Borek-Firlejczyk . W 2016 roku przystąpiono do konserwacji techniczno-estetycznej. W ramach prac między innymi przywrócono rzeźbę w zwieńczeniu. Rzeźba ta została zdemontowana w XIX wieku, kiedy to w tym miejscu wykonano niewielkie okno. Wystawiona w jednej z kaplic w ogrodzeniu kościoła, następnie w latach 60. XX wieku została przekazana do Muzeum Historycznego w Bielsku-Białej jako rzeźba św. Korduli. W 2017 roku uzyskano niezbędne zgody na powrót rzeźby w pierwotne miejsce. W czasie prac konserwatorskich w prezbiterium, dodatkowo odkryto fragment renesansowej posadzki, dwa zamurowane gotyckie okna oraz renesansową dekorację malarską ścian.

## Znaczenie
Nagrobek Stanisława i Jadwigi Myszkowskich na tle innych renesansowych nagrobków województwa śląskiego wyróżnia się zarówno rozmiarami, jak i wartościami artystycznymi. Poświęcony jest znamienitej postaci – Stanisławowi Myszkowskiemu – wybitnemu politykowi, współpracownikowi króla Zygmunta II Augusta, pełniącemu wiele ważnych stanowisk w Koronie Królestwa Polskiego. Unikatową wartością jest nietypowa lokalizacja – w apsydzie prezbiterium.